# Landesregierung Maurer III
Die Landesregierung Maurer III bildete die Niederösterreichische Landesregierung während der X. Gesetzgebungsperiode vom 11. Juli 1974 bis zum 19. April 1979. Sie folgte der Landesregierung Maurer II nach. Nach der Landtagswahl vom 9. Juni 1974 stellte die Österreichische Volkspartei (ÖVP) vier Regierungsmitglieder, die Sozialdemokratische Partei Österreichs (SPÖ) stellte 3 Regierungsmitglieder.

## Regierungsmitglieder
| Amt                           | Name              | Partei | Ressorts |
| ----------------------------- | ----------------- | ------ | -------- |
| Landeshauptmann               | Andreas Maurer    | ÖVP    |          |
| Landeshauptmannstellvertreter | Siegfried Ludwig  | ÖVP    |          |
| Landeshauptmannstellvertreter | Hans Czettel      | SPÖ    |          |
| Landesrat                     | Matthias Bierbaum | ÖVP    |          |
| Landesrat                     | Karl Schneider    | ÖVP    |          |
| Landesrätin                   | Anna Körner       | SPÖ    |          |
| Landesrat                     | Leopold Grünzweig | SPÖ    |          |